# Костинская (Нюксенский район)
Костинская — деревня в Нюксенском районе Вологодской области.
Входит в состав Городищенского сельского поселения (с 1 января 2006 года по 8 апреля 2009 года входила в Брусноволовское сельское поселение), с точки зрения административно-территориального деления — в Брусноволовский сельсовет.
Расстояние до районного центра Нюксеницы по автодороге — 58,5 км, до центра муниципального образования Городищны по прямой — 16 км. Ближайшие населённые пункты — Суровцево, Брусноволовский Погост, Слекишино, Малая Горка, Большая Горка, Низовки.
По данным переписи в 2002 году постоянного населения не было.